# Stimmecke bei Suderode
Die Stimmecke bei Suderode ist ein FFH-Gebiet in der Stadt Osterwieck im Landkreis Harz in Sachsen-Anhalt.

## Allgemeines
Das FFH-Gebiet ist etwa 5,7 Hektar groß. Es ist durch die Landesverordnung zur Unterschutzstellung der Natura 2000-Gebiete im Land Sachsen-Anhalt (N2000-LVO LSA) seit dem 21. Dezember 2018 rechtlich gesichert. Zuständige untere Naturschutzbehörde ist der Landkreis Harz.

## Beschreibung
Das FFH-Gebiet liegt westlich von Osterwieck. Es umfasst den rund 6 km langen und begradigten Abschnitt der Stimmecke in Sachsen-Anhalt von der Landesgrenze zu Niedersachsen bis zur Mündung in die Ilse. Die Stimmecke wird größtenteils von Gehölzen begleitet. Teilweise siedeln Wasserstern-Fluthahnenfuß-Gesellschaften, die allerdings nur schwach entwickelt und artenarm sind. Am Ufer der Stimmecke siedeln Bachbunge und Straußblütiger Gilbweiderich. Die Wasserführung der Stimmecke ist gering. In trockenen Sommern kann sie ganz zum Erliegen kommen.
Die Stimmecke beherbergt Vorkommen der Groppe sowie weitere Fischarten, darunter Bachforelle und Bachschmerle. Das Gebiet ist Lebensraum und Nahrungshabitat verschiedener Fledermäuse.
Ein nur wenige hundert Meter langer Abschnitt der Stimmecke auf niedersächsischem Gebiet, der sich direkt an das FFH-Gebiet in Sachsen-Anhalt anschließt, ist mit einer Größe von 0,4 Hektar ebenfalls als FFH-Gebiet gemeldet („Stimmecke bei Suderode (niedersächsischer Teil)“). Dieser Teil ist Bestandteil des circa 1,3 Hektar großen, gleichnamigen Landschaftsschutzgebietes.